# 화성 용주사 목조감실
화성 용주사 목조감실(華城 龍珠寺 木造龕室)은 경기도 화성시 용주사에 있는, 조선시대의 목조 감실(龕室)이다. 2009년 5월 21일 대한민국의 경기도 유형문화재 제222호로 지정되었다.
목조 감실은 실제 건축물을 축소한 듯이 세밀하고 정교한 형태를 취하고 있는 중요한 불교 문화재이다.

## 같이 보기
- 용주사

## 참고 자료
- 화성 용주사 목조감실 - 국가유산청 국가유산포털